# Roman Zelenay (fotbalista)
Roman Zelenay (* 30. března 1970) je bývalý slovenský fotbalový obránce.

## Fotbalová kariéra
Hrál za SK Sigma Olomouc, SK Hradec Králové a FC Karviná. V české lize nastoupil ve 44 utkáních a dal 2 góly.

### Ligová bilance
| Ročník                          | Zápasy | Góly | Minuty | Klub              |
| ------------------------------- | ------ | ---- | ------ | ----------------- |
| 1. česká fotbalová liga 1994/95 | 8      | 0    | 452    | SK Sigma Olomouc  |
| 1. česká fotbalová liga 1995/96 | 13     | 0    | 1 034  | SK Hradec Králové |
| 1. česká fotbalová liga 1996/97 | 7      | 0    | 391    | SK Hradec Králové |
| 2. česká fotbalová liga 1997/98 | 12     | 3    | –      | FC Karviná        |
| Gambrinus liga 1998/99          | 16     | 2    | 1 111  | FC Karviná        |
| I. LIGA CELKEM                  | 44     | 2    | 2 988  |                   |